# Ujazd (stad)
Ujazd (Duits: Ujest) is een stad in het Poolse woiwodschap Opole, gelegen in de powiat Strzelecki. De oppervlakte bedraagt 14,69 km², het inwonertal 1647 (2005). Sinds 2006 is de stad officieel tweetalig Pools/Duits.